# Mathías Vidangossy
Mathías Leonardo Vidangossy Rebolledo (* 25. Mai 1987 in Santiago) ist ein ehemaliger chilenischer Fußballspieler. Der offensive Mittelfeldspieler absolvierte sechs Länderspiele für die chilenische Fußballnationalmannschaft und wurde auf Vereinsebene zwei Mal chilenischer Meister.

## Karriere

### Verein
Mathías Vidangossy begann seine Karriere in den Jugendmannschaften von CD Universidad Católica und wechselte während seiner fußballerischen Ausbildung zu Unión Española. Sein Debüt in der chilenischen Primera División gab er 2005 und wurde schnell zu einer festen Größe in den Startaufstellungen des Meisters der Apertura 2005. Im Juni 2007 unterschrieb Vidangossy einen Fünfjahresvertrag bei FC Villarreal in Spanien, wo er auf seine Landsleute Manuel Pellegrini (Trainer) und Matías Fernández traf. Vidangossy bestritt nie ein offizielles Spiel für den Verein, da alle Plätze für ausländische Spieler bereits vergeben waren. Er wurde sofort an den Ligakonkurrenten UD Almería verliehen, traf dort jedoch auf dieselben Einschränkungen. Anschließend wurde Vidangossy an den Verein aus seinem Heimatland Audax Italiano verliehen, der an der Copa Libertadores 2008 teilnahm. Danach blieb er weiterhin auf Leihbasis im Land und spielte für Everton sowie Deportivo Ñublense.
Im Februar 2010 schloss er sich dem brasilianischen Série-A-Klub Ceará SC an, kehrte jedoch kurz darauf nach Chile zurück und unterschrieb bei CD San Luis de Quillota. Vidangossy spielte anschließend für verschiedene Vereine der chilenischen Primera División, darunter Deportes La Serena, CSD Colo-Colo, Unión Española und CD Palestino. Im August 2015 emigrierte der Offensivspieler nach Mexiko zum Chiapas FC, von dem er an die UNAM Pumas verliehen wurde. Im August 2016 kehrte Vidangossy zum CD Palestino zurück und blieb danach ein Jahr inaktiv. Ab 2018 lief er noch für weitere chilenische Klubs auf: Deportes Melipilla, Deportes Valdivia, Deportes Colchagua, Unión La Calera San Luis und Curicó Unido. Im September 2024 zog er nach Spanien, wo er sich Real Titán FC in der Kings League anschloss.

### Nationalmannschaft
Vidangossy spielte mit der chilenischen U20-Nationalmannschaft bei der Südamerikameisterschaft und belegte den vierten Platz, der für die Qualifikation zur Junioren-Fußballweltmeisterschaft 2007 in Kanada genügte. Dort wurde der Offensivakteur mit Chile Dritter und erzielte beim 4:0-Viertelfinalsieg über Nigeria einen Treffer.
Für die chilenische Nationalmannschaft lief er zwischen 2006 und 2012 in sechs Freundschaftsspielen auf. Beim Freundschaftsspiel im April 2006 gegen Neuseeland debütierte Vidangossy, als er in der 70. Spielminute für Eduardo Rubio eingewechselt wurde. Zuletzt trug er im Februar 2012 beim Freundschaftsspiel gegen Paraguay das Trikot des Nationalteams.

## Erfolge
Unión Española
- Chilenischer Meister: 2005-A

Colo-Colo
- Chilenischer Meister: 2014/15-A